# Combres-sous-les-Côtes
 Combres-sous-les-Côtes  es una comuna y población de Francia, en la región de Lorena, departamento de Mosa, en el distrito de Verdún y cantón de Fresnes-en-Woëvre.
Su población en el censo de 1999 era de 119 habitantes.
Está integrada en la Communauté de communes du Canton de Fresnes-en-Woëvre.

## Demografía
| 120 | 110 | 95 | 103 | 114 | 119 |
| Para los censos de 1962 a 1999 la población legal corresponde a la población sin duplicidades (Fuente: INSEE [Consultar]) |     |    |     |     |     |